# Asuka Cambridge
Asuka Cambridge, född den 31 maj 1993 på Jamaica, är en japansk friidrottare.
Han tog OS-silver på 4 x 100 meter stafett i samband med de olympiska friidrottstävlingarna 2016 i Rio de Janeiro..